# Aurelio Pesoa Ribera
Dom Frei Aurelio Pesoa Ribera OFM (Concepción, 10 de outubro de 1962) é prelado boliviano da Igreja Católica Romana. Membro da Ordem dos Frades Menores, serve atualmente como ordinário do Vicariato Apostólico de El Beni, na Amazônia boliviana, onde está desde 2020. Serviu anteriormente como superior provincial da comunidade de sua ordem naquele país e, a partir de 2014, como auxiliar da Arquidiocese de La Paz.

## Biografia
Natural de Concepción, província de Ñuflo de Chávez, ingressou na Ordem dos Frades Menores em 8 de janeiro de 1983, fez sua profissão temporária em 15 de fevereiro de 1984 e emitiu seus votos perpétuos na ordem em 22 de fevereiro de 1988. Foi ordenado sacerdote em 16 de abril de 1989.
Obteve o grau de bacharel em Teologia na Universidade Católica Boliviana São Paulo (1987) e a licenciatura em Teologia Dogmática na Pontifícia Universidade Antoniana de Roma (1993).
Na província franciscana de Santo Antônio da Bolívia, exerceu as seguintes funções: mestre dos professores temporários de Filosofia e Teologia e vigário da Fraternidade São Francisco em Cochabamba (1994-1999); docente de Eclesiologia e Antropologia Teológica na Universidade Católica Boliviana São Paulo (1994-1999); definidor provincial (1999-2005); guardião e mestre dos professores temporários do biênio de Filosofia em Santa Cruz de la Sierra (2000-2008).
Foi também presidente do Tribunal Eclesiástico de Primeira Instância da Arquidiocese de Santa Cruz de la Sierra (2005-2011) e vigário da Paróquia Santo Antônio em Santa Cruz de la Sierra (2009-2011). Em 2011, foi eleito ministro provincial da Província Missionária de Santo Antônio.
Em 25 de março de 2014, o Papa Francisco nomeou-o bispo titular de Leges e auxiliar da Arquidiocese de La Paz, junto com o Pe. Jorge Ángel Saldías Pedraza, da Ordem dos Pregadores. Ambos também receberam juntos a sagração episcopal por imposição das mãos do arcebispo metropolita Dom Edmundo Luis Flavio Abastoflor Montero, auxiliado por Dom Sergio Alfredo Gualberti Calandrina, arcebispo de Santa Cruz de la Sierra, e por Dom Frei Bonifacio Antonio Reimann Panic, OFM, vigário apostólico de Ñuflo de Chávez, em 5 de junho seguinte. Em 6 de novembro de 2015, foi eleito secretário geral da Conferência Episcopal Boliviana, sucedendo então a Dom Eugenio Scarpellini, para o período a se encerrar em 2018, sendo então reconduzido ao cargo para o próximo triênio.
O Papa Francisco designou-o ordinário do Vicariato Apostólico de El Beni em 28 de novembro de 2020. O vicariato estava vacante havia alguns meses com a jubilação de Dom Frei Julio María Elías Montoya, OFM, e vinha sendo administrado interinamente pelo bispo auxiliar Dom Frei Roberto Bordi, OFM, que também teve sua renúncia ao múnus episcopal aceita pela Santa Sé na ocasião da posse de Dom Aurelio, em 11 de fevereiro de 2021. Em novembro, o prelado franciscano sucedeu Dom Ricardo Centellas como presidente da Conferência Episcopal Boliviana, com mandato até 2024.